# Тарагудо
Тарагудо (ісп. Taragudo) — муніципалітет в Іспанії, у складі автономної спільноти Кастилія-Ла-Манча, у провінції Гвадалахара. Населення — 41 особа (2010).
Муніципалітет розташований на відстані близько 70 км на північний схід від Мадрида, 22 км на північ від Гвадалахари.

## Демографія
Динаміка населення (INE ):